# 데스 위시 5
《데스 위시 5》(영어: Death Wish V: The Face of Death)는 미국에서 제작된 앨런 A. 골드스틴 감독의 1994년 액션 스릴러 영화이다. 데스 위시 시리즈 다섯 번째 영화이다. 찰스 브론슨, 레슬리앤 다운, 마이클 파크스 등이 출연하였고, 데이미언 리 등이 제작에 참여하였다.

## 출연
- 찰스 브론슨
- 레슬리앤 다운
- 마이클 파크스
- 로버트 조이
- 솔 루비넥
- 케네스 웰시
- 리사 이노우에
- 미겔 샌도벌
- 척 셔마타
- 케빈 런드
- 제퍼슨 매핀
- 마이클 던스턴
- 클레어 랭킨
- 앤드리아 맨
- 마첼로 멀레카
- 엘리나 커다바

## 기타 제작진
- 협력 제작: 헬더 곤설베스
- 배역: 캐시 A. 스미스, 앤 테이트
- 미술: 처버 언드라시 케르테스
- 세트: 제프 커틀러
- 분장 부문: 모니크 베니에이
- 제작 관리: 예이얼 골란, 헬더 곤설베스
- 조감독: 존 브래드쇼, 마레크 포시발